# 景海鹏
景海鹏（1966年10月24日—），男，汉族，山西省运城市人。中国人民解放军航天员大队特级航天员，副军职，陆军少将军衔。中共十九大代表，曾任陆军31677部队副部队长、中国人民解放军航天员大队大队长、航天员系统副总指挥。

## 早年生活和教育
景海鹏出生于山西运城市东杨家卓。1984年，中国人民解放军空军在山西运城招考飞行员，第一次报名的景海鹏由于身体的原因而落选了。复读一年后，从解州中学成功考上河北保定航校。

## 航空事业
1985年6月加入中国人民解放军空军，1987年9月加入中国共产党。当上飞行员之后，景海鹏先后在保定、运城、无锡、苏州工作，并驾驶过歼-6等机型，曾任空军某师某团司令部领航主任，安全飞行1200小时，被评为空军一级飞行员。

## 航天事业
1998年1月，成为中国首批航天员，并改隶总装改为陆军。2005年6月，入选神舟六号飞行乘组梯队，但未能搭乘飞船升空。

### 神舟7号
2008年9月25日，搭乘神舟七号飞船升空。
2007年3月至2010年1月在清华大学航天航空学院攻读工程硕士。

### 神舟9号
2012年6月16日，与航天员刘旺、刘洋共同搭乘神舟九号飞船升空，执行天宫一号与神舟九号载人交会对接任务，任指令长，成为中国第一个两次执行载人航天任务的航天员。
2013年，晋升为少将军衔。

### 神舟11号
2016年6月，入选天宫二号与神舟十一号载人飞行任务航天员乘组，担任指令长。2016年10月17日7时30分，神舟十一号飞船发射，飞行乘组由景海鹏和陈冬组成，景海鹏也成为中国第一位三次执行航天任务的航天员。2016年11月18日，神舟十一号载人飞船返回舱在内蒙古中部预定区域成功着陆，执行飞行任务的航天员景海鹏、陈冬身体状态良好。
2017年7月，中央军委主席习近平签署命令，授予景海鹏等10位同志“八一勋章”。2017年7月28日，中央军委颁授“八一勋章”和授予荣誉称号仪式在北京八一大楼举行，中共中央总书记、国家主席、中央军委主席习近平向景海鹏等10位“八一勋章”获得者颁授勋章和证书。这是“八一勋章”首次颁授。景海鹏同时获授“矢志报国、逐梦太空的英雄航天员”荣誉称号。
2019年，出任中国人民解放军陆军第八十二集团军副军长。
2021年11月，当选中国第八届全国道德模范——全国敬业奉献模范。
2021年12月7日，景海鹏以中国人民解放军航天员大队大队长身份出席神舟十二号飞行乘组见面会，成为航天员大队第四任大队长。
2022年6月28日，景海鹏以中国人民解放军航天员大队大队长、航天员系统副总指挥身份出席神舟十三号航天员乘组，显示其已兼任航天员系统副总指挥。

### 神舟16号
2022年6月，与航天员朱杨柱、桂海潮入选神舟十六号飞行乘组，并担任指令长。2023年5月30日，执行神舟十六号飞行任务，成为中国第一位四次执行航天任务的航天员。

## 执行任务
| 次序   | 任务名称   | 发射时间 （UTC）      | 着陆时间 （UTC）      | 运载火箭      | 对接       | 任务时长          | 舱外活动次数 | 舱外活动时长 |
| ------ | ---------- | --------------------- | --------------------- | ------------- | ---------- | ----------------- | ------------ | ------------ |
| 1      | 神舟七号   | 2008年9月25日, 13:10  | 2008年9月28日, 09:37  | 长征二号F遥7  | N/A        | 2天20小时又27分   | N/A          | N/A          |
| 2      | 神舟九号   | 2012年6月16日, 10:37  | 2012年6月29日, 02:02  | 长征二号F遥9  | 天宫一号   | 12天15小时又25分  | N/A          | N/A          |
| 3      | 神舟十一号 | 2016年10月16日, 23:30 | 2016年11月18日, 05:59 | 长征二号F遥11 | 天宫二号   | 32天6小时又29分   | N/A          | N/A          |
| 4      | 神舟十六号 | 2023年5月30日, 01:31  | 2023年10月31日, 00:11 | 长征二号F遥16 | 天宫空间站 | 153天22小时又40分 | 1            | 7小时55分    |
| 合计： | 合计：     | 合计：                | 合计：                | 合计：        | 合计：     | 201天17小时又1分  | 1            | 7小时55分    |